# Mietvilla Anton-Graff-Straße 28

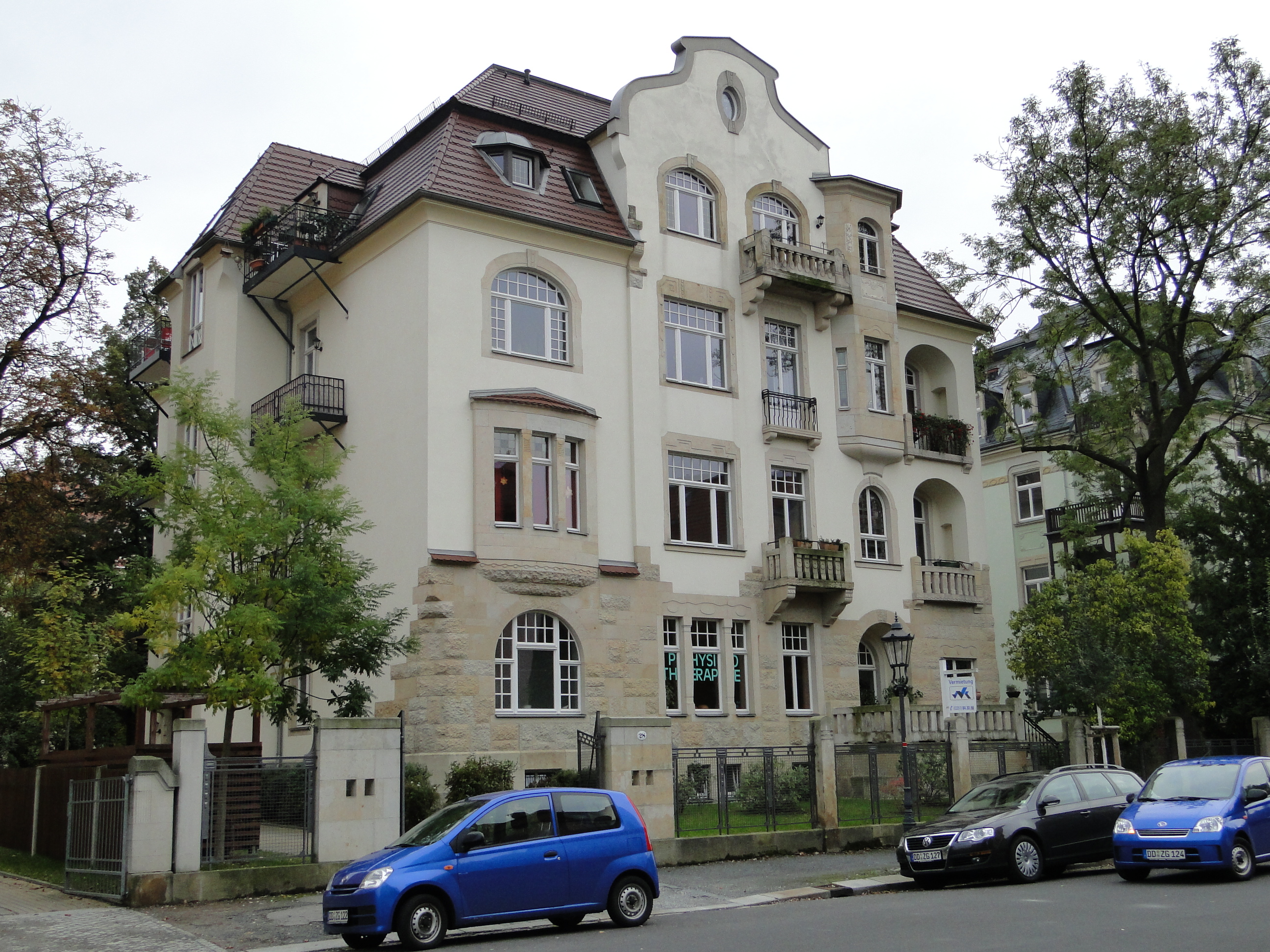
Mietvilla Anton-Graff-Straße 28

Die Mietvilla Anton-Graff-Straße 28 ist eine denkmalgeschützte Jugendstil-Wohnhaus im Dresdner Stadtteil Striesen und wurde 1905 für Carl Gustav Baumgärtel, Architekt und Baumeister, erbaut.

## Beschreibung
Das freistehende dreigeschossige verputzte Gebäude zeigt eine Verblendung mit Sandstein. Die Fassade ist asymmetrisch angeordnet und wurde mit „Elemente[n] des auslaufenden Jugendstils“ geschmückt. Bemerkenswert ist ein Portal mit einem Gewände und einer Verdachung im späten Jugendstil.
Die Denkmaleigenschaft wird vom Landesamt für Denkmalpflege Sachsen beschrieben: „Charakteristischer repräsentativer Bau aus dem Anfang des 20. Jahrhunderts mit historisierenden Elementen und Jugendstilmotiven, bemerkenswert der geschwungene Giebel des Mittelrisalits, die stilisierte Ornamentik usw., anschauliches Beispiel der Architektur nach 1900.“